# Alexisonfire (musikalbum)
Alexisonfire är första studioalbumet från post-hardcore-gruppen Alexisonfire. Det släpptes 9 september 2002. Skivan sålde guld i bandets hemland Kanada med över 50 000 sålda exemplar. Bandmedlemmarna Chris Steele, Wade MacNeil och Jesse Ingelevics var bara 17 år gamla när albumet spelades in.
Omslaget fotades av huvudsångaren George Pettit på Ferndale Public School i St.Catharines, Ontario. Fotot är baserat på låttexten från "A Dagger Through the Heart of St. Angeles". Det finns även ett alternativt omslag som består av bandets namn och deras logo.
Låttiteln ".44 Caliber Love Letter" är troligtvis tagen från en replik i David Lynch film Blue Velvet från 1986:
| ”             | I'll have to send you a love letter! Straight from my heart, fucker! You know what a love letter is? It's a bullet from a fucking gun, fucker!" | „ |
| – Frank Booth | |   |

## Låtlista
Alla låtar skrivna och framförda av Alexisonfire.
1. ".44 Caliber Love Letter" – 4:32
2. "Counterparts and Number Them" – 2:18
3. "Adelleda" – 5:47
4. "A Dagger Through the Heart of St. Angeles" – 4:12
5. "Polaroids of Polar Bears" – 5:08
6. "Waterwings (and Other Poolside Fashion Faux Pas)" – 2:41
7. "Where No One Knows" – 3:12
8. "The Kennedy Curse" – 3:38
9. "Jubella" – 2:29
10. "Little Girls Pointing and Laughing" – 4:54
11. "Pulmonary Archery" – 3:26